# Ischnotoma (Ischnotoma) tarwinensis
Ischnotoma (Ischnotoma) tarwinensis is een tweevleugelige uit de familie langpootmuggen (Tipulidae). De soort komt voor in het Australaziatisch gebied.